# Ángel Nieves Díaz
Ángel Nieves Díaz (31 de agosto de 1951 — 13 de dezembro de 2006) foi um porto-riquenho condenado por assassinato nos Estados Unidos, executado por injeção letal na cidade de Starke, Flórida. Díaz foi condenado por atirar no gerente de um bar de striptease em 1979. Ele sustentou até o fim sua posição de que era inocente e que não cometera o crime.

## Juventude e crimes
Nieves nasceu em Porto Rico e envolveu-se no mundo do crime e das drogas, sendo apelidado de Papo la Muerte.

## Crime e condenação
Em 29 de dezembro de 1979, Nieves e dois amigos, Angel Toro e outro homem não identificado, roubaram o Velvet Swing Lounge, um clube de striptease na Flórida. Durante o assalto, Joseph Nagy, o gerente, foi morto a tiros. Não houve testemunhas oculares porque a maioria dos funcionários e clientes estava trancada em um banheiro público.
Em 1983, a namorada de Nieves na época, disse à polícia que ele estava envolvido. Em 1986, ele foi julgado e condenado. Ele afirmou, no entanto, que Toro cometeu o crime. Finalmente, o júri condenou-o à morte por 8 votos a 4. Nieves foi considerado culpado de homicídio em primeiro grau, sequestro, assalto à mão armada, tentativa de roubo e posse de uma arma de fogo.
O testemunho de um colega do Condado de Miami-Dade, Ralph Gajus, também foi crucial na condenação e sentença de Nieves. Em 1984, Gajus testemunhou que Nieves havia confessado em sua cela que ele havia atirado em Nagy. Isso apesar do fato de que Nieves quase não falava inglês e Gajus não entendia espanhol. Ainda assim, seu testemunho foi levado em consideração, e a eventual condenação de Nieves foi, de fato, amplamente dependente do testemunho do colega Gajus.
Mais tarde, um dos advogados de Nieves pediu à Suprema Corte que considerasse uma declaração juramentada de Gajus tomada mais recentemente, na qual ele confessou ter mentido em sua declaração inicial. Gajus estava supostamente irritado com Nieves por ter sido deixado de fora de uma tentativa de fuga mais cedo e a polícia supostamente prometeu ajudar Gajus com o seu caso.

## Execução
Em 2006, o último recurso de Díaz foi negado. À medida que a data da execução se aproximava, o caso foi mais uma vez atraindo atenção pública. Em 28 de novembro de 2006, o então Governador de Porto Rico, Aníbal Acevedo Vilá, pediu clemência ao Governador da Flórida, Jeb Bush. A petição foi negada.
Em 13 de dezembro de 2006, Díaz foi executado com uma injeção letal pelo estado da Flórida, na cidade de Starke. Ele não quis fazer a última refeição. Suas últimas palavras foram:
O estado da Flórida está matando uma pessoa inocente. O estado da Flórida está cometendo um crime, porque eu sou inocente. A pena de morte não é somente uma forma de vingança, é também um ato covarde dos humanos. Sinto muito pelo que está acontecendo a mim e pela minha família, que está tendo que passar por isso.— Ángel Nieves Díaz
Uma grande controvérsia envolveu a execução porque, ao contrário das práticas usuais, Díaz precisou de doses adicionais da droga para ser executado. O processo inteiro levou cerca de 37 minutos, quando o normal é 15 minutos. A família declarou o processo grosseiro.
Inicialmente, Gretl Plessinger, porta-voz do Departamento de Correições, afirmou que Díaz não sofreu dor e que uma condição renal foi a causa da demora. A família então negou tal condição renal. Uma investigação posterior concluiu que houve negligência na inserção das agulhas nos braços de Díaz, o que fez com que as drogas não chegassem devidamente aos órgãos. Como resultado disto, Jeb Bush suspendeu todas as execuções pendentes até segunda ordem.
No entanto, em 18 de julho de 2007, o novo governador, Charlie Crist, suspendeu a proibição, assinando uma sentença de morte, autorizando a execução de Mark Dean Schwab.
Em 2014, The New Republic publicou fotografias da execução mal feita, mostrando descoloração nos braços do prisioneiro.